# Antonio Buoncristiani
Antonio Buoncristiani (ur. 20 grudnia 1943 w Cerreto di Spoleto) – włoski duchowny katolicki, arcybiskup Sieny w latach 2001-2019.

## Życiorys
Święcenia kapłańskie otrzymał 13 lipca 1968 i został inkardynowany do diecezji Spoleto-Norcia. W 1972 rozpoczął przygotowanie do służby dyplomatycznej na Papieskiej Akademii Kościelnej. W latach 1976–1992 pracował w dyplomacji watykańskiej. Od 1993 wikariusz generalny diecezji Foligno.
21 lipca 1994 papież Jan Paweł II mianował go biskupem diecezji Porto-Santa Rufina. Sakry biskupiej udzielił mu 1 października 1994 ówczesny Sekretarz Stanu - kard. Agostino Casaroli.
23 maja 2001 papież minował go arcybiskupem Sieny. 6 maja 2019 przeszedł na emeryturę.